# Bolmentunneln
Bolmentunneln är en 82 kilometer lång färskvattentunnel som börjar i Skeen vid sjön Bolmen i Ljungby kommun och slutar i Äktaboden i Klippans kommun. Den började byggas 1975 och togs i bruk 1987. Tunneln är världens sjätte längsta tunnel alla kategorier, och har en tvärsnittsyta på 9 m2. Tack vare 90 meter höjdskillnad kan vattnet rinna med självfall hela vägen från Skeen till Äktaboden.
Från Äktaboden förs vattnet i en 25 km lång råvattenledning till Ringsjöverket där det renas innan det distribueras till flera kommuner i Skåne. Tunneln ägs och drivs av Sydvatten. Cirka 500 000 invånare är direkt beroende av Bolmentunneln för sin dricksvattenförsörjning och ytterligare 400 000 är indirekt beroende av den.
2010 förklarades Bolmentunneln som riksintresse för dricksvattenproduktion. Det innebär att hänsyn till tunneln måste tas i den kommunala fysiska planeringen och vid prövningar av miljöfarlig verksamhet.

## Bakgrund
I mitten av 1960-talet växte de västskånska städerna Malmö, Lund och Helsingborg kraftigt. Befolkningsökningen sågs med viss oro eftersom vattenresurserna som städerna hade vid denna tid började bli otillräckliga för den växande industrin och befolkningen. Eftersom städerna tog sitt vatten direkt från grundvattnet eller sjöar som Ringsjön och Vombsjön var vattnet dessutom väldigt hårt eftersom den skånska berggrunden är kalk- och lerrik. För att avhjälpa den akuta vattenbrist som förutsågs förordade en statlig utredning att en tunnel skulle byggas från Bolmen till Perstorp, varifrån vattnet via nedgrävda ledningar skulle distribueras vidare i Skåne. Utredningen såg ett flertal fördelar med att använda Bolmen som dricksvattenkälla. Sjön är Sveriges tionde största insjö och har mjukt vatten till skillnad från de vattentäkterna de skånska städerna använde samt att det inte låg några stora industrianläggningar eller påverkades av större mängd bebyggelse i närheten som hade kunnat riskera att förorena vattnet.
1966 slog sig kommunerna Malmö, Helsingborg, Lund, Landskrona och Eslöv samman och bildade aktiebolaget Sydvatten för att trygga vattenförsörjningen inom regionen. Tio år senare anslöt sig ytterligare sju kommuner till Sydvatten: Burlöv, Höganäs, Kävlinge, Lomma, Staffanstorp, Svalöv och Svedala. Ytterligare kommuner som Kristianstad, Hässleholm och Trelleborg funderade på att ansluta sig till projektet, men valde till sist att stå utanför Sydvattenprojektet och tunnelbygget.
1975 inleddes bygget av själva tunneln av konsortiet Tunko som bestod av byggföretagen ABV, Nya Asfalt och John Mattson Byggnads AB. Vid byggstarten råkade projektet i kris eftersom det visade sig att befolkningsökningen i Skåne inte blev så stor som man hade prognosticerat på 1960-talet och ifrågasattes i flertal tidningsartiklar. Vidare upptäckte man under byggtiden att berggrunden i området var besvärlig då den ibland bestod av gott urberg för att ett par meter senare bestå av mjuk lera. Ras var vanligt förekommande under hela byggtiden. Byggtiden ihop med den sämre ekonomin som minskade trycket på ett snabbt färdigställande gjorde att tunneln tog längre tid att bygga än ursprungligen planerat.
Enligt de ursprungliga planerna skulle en fullskalig reningsanläggning ha byggts i Äktaboden där tunneln slutade inför vidare distribution av rent bolmenvatten över Skåne. På grund av det svalnande intresset för Sydvattenprojektet, då bland annat Kristianstad och Hässleholm beslöt att inte gå med, modifierades planerna så att tunneln fortsätter i rörledningar från pumpstationen i Perstorp till Ringsjöverket för rening av bolmenvatten. Ringsjön är sedan tunneln togs i bruk reservtäkt i händelse av problem med vattnet från Bolmen.
1987 togs tunneln i bruk och de skånska kommunerna som var anslutna till projektet kunde förses med mjukt vatten från Bolmen till skillnad från det hårda vatten de flesta skånska kommuner haft innan. Tunneln utnyttjas flitigt men knappast fullt ut; enligt vattendom har Sydvatten rätt att ta ut 6 000 liter vatten per sekund (6 m³/s) från Bolmen, men man tar endast ut omkring 1 000–2 000 liter. Sedan invigningen 1987 har flera kommuner blivit delägare i Sydvatten vilket gjort att utnyttjandegraden av tunneln har ökat. Det finns fortfarande stor reservkapacitet att utöka vattenuttaget ur tunneln.

## Avbrott
Vid tre tillfällen har det inträffat ras i Bolmentunneln. Det första redan innan tunneln invigdes, vilket fördröjde drifttagningen med ett år. 1994 inträffade ett ras som tog ett år att åtgärda. Hösten 2008 upptäcktes ett nytt ras och tunneln tömdes på vatten under våren 2009, varpå ett omfattande renoverings- och förstärkningsarbete kunde genomföras. Under driftstoppet inspekterades de södra delarna av tunneln varpå ytterligare ett mindre ras påträffades. I mars 2011 kunde Bolmentunneln åter tas i bruk. Under tiden som reparationerna pågick tryggades vattenförsörjningen genom reservvattentäkten Ringsjön.